# Музей „Битката за Ленинград“
Музеят „Битката за Ленинград“ на името на Зиновий Григориевич Колобанов съществува от 2009 г. в град Всеволожск.
Към 2024 г. колекцията на музея включва повече от 10 000 обекта: танкове, самолети, трактори и тегачи, артилерийски системи, леки автомобили, укрепления и много други. По-голямата част от експонатите са открити от специалисти по издирване на артефакти по бойните полета на Великата отечествена война. Машините и съоръженията са възстановени и пуснати в експлоатация от музейни специалисти. Някои експонати са закупени от частни колекции в чужбина, други са спасени от бракуване.
Музеят ежегодно участва в походи на паметта до местата на провеждането на битките, изложби и паради на бойна техника в Санкт Петербург и Ленинградска област. Всеки експонат е обект на известна национална гордост, има своя съдба и история. Предлага се за посещение с предварителна уговорка. Музеят работи и като реставраторска работилница.
До музея се стига по един от участъците на легендарния маршрут „Пътят на живота“ – трасето по Ладожкото езеро, по което са се осъществявали транспортните връзки с неокупираната територия на СССР.